# Matute
Matute – gmina w Hiszpanii, w prowincji La Rioja, w La Rioja, o powierzchni 25,65 km². W 2011 roku gmina liczyła 131 mieszkańców.